# Co.don
Die Co.don AG (Eigenschreibweise: CO.DON) ist ein deutsches biopharmazeutisches Unternehmen mit Sitz in Teltow. Kerngeschäft des Unternehmens ist die Entwicklung, Herstellung und Vermarktung von Zelltherapien zur Behandlung von Gelenkknorpeldefekten.

## Geschichte
Das Unternehmen wurde 1993 gegründet um neuartige Therapien und Arzneimittel zu entwickeln, welche ausschließlich auf körpereigene Knorpelzellen aufbauen.
Am 14. Februar 2001 erfolgte der Börsengang am Neuen Markt der Frankfurter Wertpapierbörse. Mit dem Erlös aus dem Börsengang sollte die Expansion in die USA finanziert werden.
Seit 2007 wird das vom Unternehmen entwickelte „Zellkulturverfahren“ von den Krankenkassen übernommen und kommt beispielsweise in den Asklepios Kliniken zum Einsatz. Im Juli 2017 erhielt das Knorpelprodukt Spherox eine erste EU-weite Zulassung. Spherox erhielt von der Europäischen Kommission im Mai 2022 eine unbefristete Verlängerung der EU-weiten Zulassung ohne zusätzliche Auflagen und wurde außerdem von der Liste der Arzneimittel mit zusätzlichen Überwachungsmaßnahmen, in die jedes Arzneimittel der Gattung ATMP (Arzneimittel für neuartige Therapien) nach Zulassung inkludiert wird, gestrichen.
Das Unternehmen produziert an zwei verschiedenen Standorten. Bis 2019 investierte das Unternehmen rund 14 Mio. Euro in der Bio City Leipzig. Nach Aussage des Unternehmens ermöglichte die Inbetriebnahme der Produktionseinrichtung in Leipzig die Herstellung menschlicher Zellprodukte in industriellem Maßstab und nach dem neuesten Stand der Technik. Der erste Produktionsstandort in Teltow soll (für das Produkt chondrosphere) aufrechterhalten bleiben. (Stand 2021)
Nachdem der Hauptaktionär seine Unterstützung aufgab, geriet Co.don in finanzielle Schwierigkeiten und musste im Juli 2022 einen Antrag auf die Eröffnung eines Insolvenzverfahrens stellen.

## Aktie und Anteilseigner
Die Aktie der Gesellschaft ist im General Standard gelistet und im CDAX enthalten. Das Grundkapital der Gesellschaft ist aufgeteilt in rund 43,7 Millionen Stückaktien. Aktionäre mit meldepflichtigen Anteilen siehe Tabelle:
| Anteil  | Anteilseigner                                                             |
| ------- | ------------------------------------------------------------------------- |
| 54,22 % | Prof. Hans B. Bauerfeind über die Bauerfeind Beteiligungsgesellschaft mbH |
| 04,22 % | Beatrix Bauerfeind-Johnson über die BBJ Beteiligungsgesellschaft mbH      |
| 05,02 % | Dr. Walter Landolt                                                        |
| 03,50 % | Klaus Jakob                                                               |

Stand: 28. Mai 2022